# 劉叉
劉叉（?—?），又名劉义、劉乂、劉義，河朔（今河北地區）人，唐朝詩人。
劉叉為人任俠好義，因喝酒殺人而亡命天涯，遇赦後，折節讀書，成為韓愈門客，作有《冰柱》、《雪车》二诗。因不满韩愈透過撰寫阿諛死者的墓誌銘，大發其財，劉叉取其潤筆酬金數斤而去，後之齊魯，不知所终。《全唐詩》卷三百九十五存其詩一卷。